# 周志開
周志開（1919年12月10日 — 1943年12月14日），河北省滦县人。中華民國空军王牌飛行員，中央航校第7期驅逐科畢業。

## 生平
周志開出生於望族。祖父為清朝官員，父親周予孜在中華民國北洋政府司法機構就職。
1935年周志開16歳入讀中央航校，畢業後進入空軍第四大隊服役，1942年10月25日一架由周志開駕駛的P-43戰鬥機在陝西省洋縣上空擊落日本軍百式司令部偵察機一架，当时其僚机的驾驶员是杜兆华，首開P-43戰鬥機在中國的空戰紀錄。日军飞机坠落地点33°6′55.9″N 107°27′5.69″E / 33.115528°N 107.4515806°E
其最豐碩的空戰戰果在鄂西會戰期間，1943年6月6日擔任四大隊23中隊副中隊長的周志開駕駛P-40M戰鬥機對前線日軍進行對地阻絕任務。攻擊機隊返回四川梁山機場時日本陸軍軍機尾隨攻擊，周志開在降落後迅速的換乘一架美國陸軍航空軍所屬，當天因迷航降落在梁山機場的美軍P-66战斗机攔截一批無護衛的日本轟炸機隊。
由於當時梁山機場正在進行收容戰機的作業，因此沒有多餘戰機進行攔截，周志開憑著一架戰鬥機成功迫使轟炸機場的轟炸機隊放棄任務，並且成功追擊並擊落其中3架，其英勇的作戰精神與戰果获得中華民國國民政府軍事委員會蔣中正亲授青天白日勳章。
至此，周志開已經擊落5架敵機，從此被封為王牌飛行員。
同年12月14日，周志开在驾驶P-40N單機侦察湖北敵情时遭遇日本帝國陸軍飛行第85戰隊所屬4架二式單座戰鬥機攔截，戰機遭擊墜，周志開因此戰死，得年24歲；擊墜者可能為該戰隊第1中隊隊長細藤才。周志開殉職前累積總擊落架數6.5架，留名在中國王牌飛行員清單中。
周志开牺牲后，母亲周王倩綺女士化悲痛为力量，以空军应该报效国家，毅然将特优抚恤金转赠空军教育事业，并将年仅十三岁的幼子送入空军幼校，被称之为“空军母亲”（為同袍空官敬稱，有別於國際公認的「中國空軍之母」宋美齡夫人）。

## 紀念
- 臺南市的水交社：曾設有中華民國「空軍志開新村」（因其母親周王倩綺住於此地眷村而命名）。
- 臺灣臺南市南區設有志開國小，現在更名為臺南市南區志開實驗小學在他的塑像之下的庭园命名為“志開園”[3]。